# Рексал Плэйс
Рексал Плэйс (англ. Rexall Place) — спортивная арена, расположенная в Эдмонтоне, Альберта, Канада. Являвшаяся домашней ареной для «Эдмонтон Ойлерз» (НХЛ), «Эдмонтон Раш» (Национальная Лига Лакросса), «Эдмонтон Ойл Кингз» (Западная Хоккейная Лига).

## История
«Рексал Плейс» был открыт 10 ноября 1974 года и назывался «Нортлендс Колезей» и служил домашней ареной для хоккейной команды «Ойлерс» Всемирной хоккейной ассоциации. В 1994 году он был переименован в «Эдмонтон Колизей», а в 1998 в «Скайрич-центр». Во время сезона НХЛ 2003/04 права на название были выкуплены медицинской компанией Rexall.
В 1978 году арена принимала Игры Содружества, а в 1983 году часть Универсиады — Всемирные университетские игры. В 2004 году на арене проходило ППВ шоу WWE Бэклаш.
6 апреля 2016 года «Эдмонтон Ойлерз» провёл свой последний домашний матч на арене «Рексалл Плэйс».

## Вместительность
Официальная вместительность стадиона составляет 16 839 человек, что немного меньше чем до сезона НХЛ 2001/02. Когда открыли арену, её вместительность составляла 15 200 человек, но когда «Ойлерз» попали в НХЛ, были добавлены дополнительные сидения и вместительность составила 17 503 в 1984 году. В 1994 году арена была немного перестроена, добавлено 52 люксовых места, а общая вместительность немного сократилась. В 2001 году было добавлено 15 новых сидений.